# Rio São Domingos (vattendrag i Brasilien, Rondônia)
Rio São Domingos är ett vattendrag i Brasilien.   Det ligger i delstaten Rondônia, i den västra delen av landet, 1 800 km väster om huvudstaden Brasília.
I omgivningen kring Rio São Domingos växer i huvudsak städsegrön lövskog. Området är nästan obefolkat, med mindre än två invånare per kvadratkilometer.